# Bois du Cazier

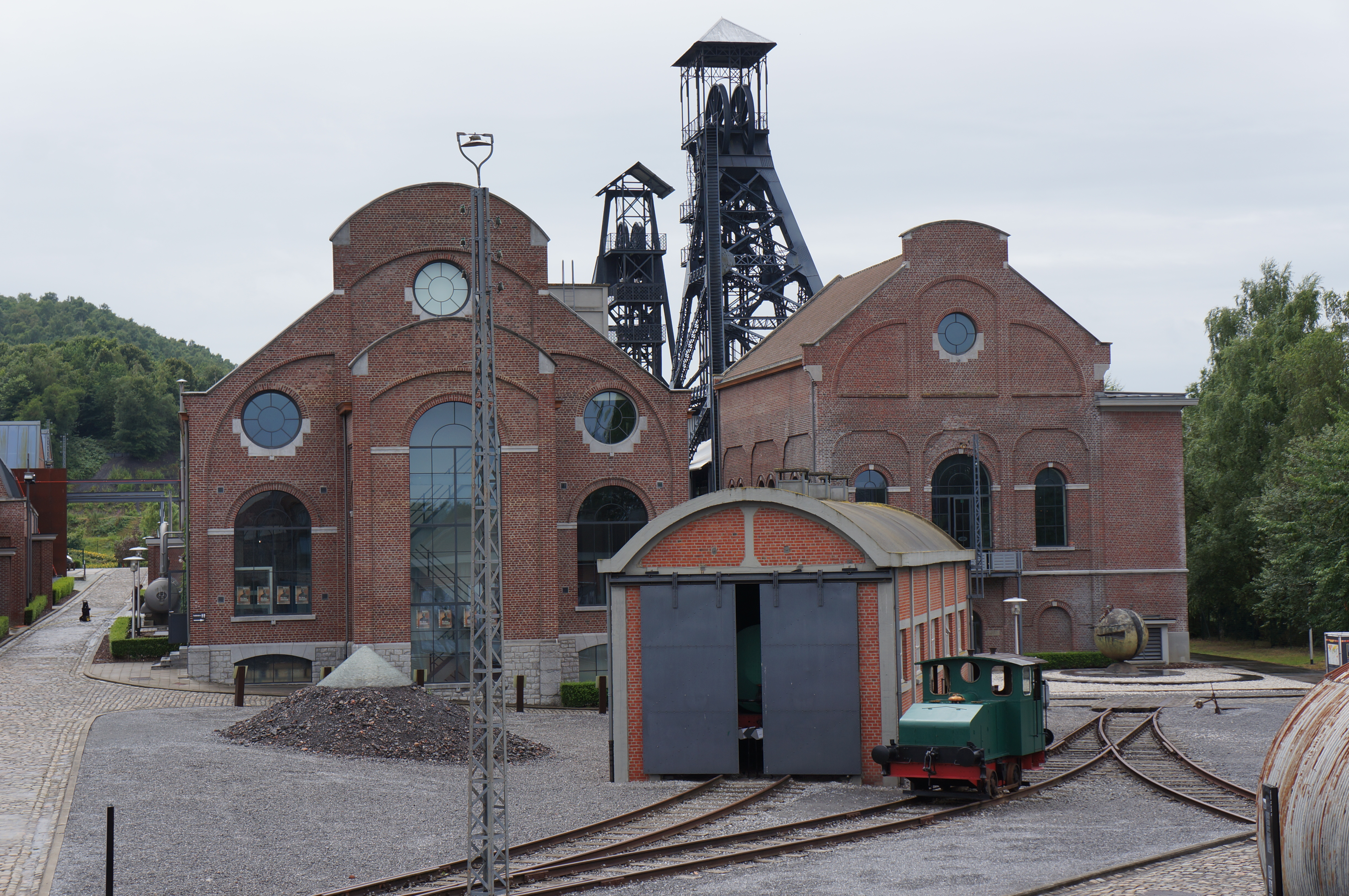
Vista del sito del Bois du Cazier, con i caratteristici "castelletti" oltre gli edifici della miniera.

Il Bois du Cazier era una miniera di carbone nel territorio dell'allora comune di Marcinelle, vicino Charleroi, in Belgio; il sito è oggi protetto in quanto Patrimonio industriale. Esso è maggiormente conosciuto in quanto luogo di un grave disastro minerario avvenuto l'8 agosto 1956 in cui morirono 262 uomini, tra cui un gran numero di lavoratori italiani. Oltre ai memoriali del disastro, il sito include un piccolo parco boschivo, conserva i "castelletti" e gli edifici, nonché un Museo Industriale e un Museo del Vetro. Il museo fa parte della European Route of Industrial Heritage ed è uno dei quattro siti minerari valloni riconosciuti dall'UNESCO quale Patrimonio dell'Umanità e inserito nell'elenco nel 2012. Nel 2017 ha ottenuto il Marchio del patrimonio europeo.

## Storia
La storia dell'estrazione del carbone nel sito del Bois du Cazier ha inizio con una concessione assegnata con regio decreto il 30 settembre 1822; un errore di trascrizione causò la modifica del nome del sito, già Bois de Cazier. Dopo il 1898, l'area era di proprietà della compagnia Charbonnages d'Amercœur e gestito dalla Société anonyme du Charbonnage du Bois du Cazier. Il sito aveva due pozzi minerari che raggiungevano la profondità di 765 metri (2 510 ft) e di 1 035 metri (3 396 ft). Un terzo pozzo, noto come pozzo di Foraky, venne aperto a metà degli anni '50. Nel 1955, la miniera produceva 170.557 tonnellate di carbone all'anno e impiegava un totale di 779 lavoratori, molti dei quali non erano belgi ma lavoratori migrati dall'Italia e da altri Paesi. Erano ospitati dalle compagnie minerarie, il che in realtà significava che erano alloggiati nelle capanne Nissen, negli ex campi dei prigionieri di guerra della regione.
L'8 agosto 1956 si verificò un grave incidente, e un incendio distrusse la miniera; morirono 262 lavoratori di 12 nazionalità diverse. All'indomani del disastro, l'immigrazione italiana fu interrotta; le norme sulla sicurezza mineraria furono riviste in tutta Europa e fu istituita una Commissione per la sicurezza delle miniere. La piena produzione presso il Bois du Cazier riprese l'anno successivo. La società fu liquidata nel gennaio 1961 e la miniera venne definitivamente chiusa nel dicembre 1967. Il sito è stato classificato come monumento nazionale il 28 maggio 1990 e aperto come museo nel 2002.

### Disastro di Marcinelle del 1956

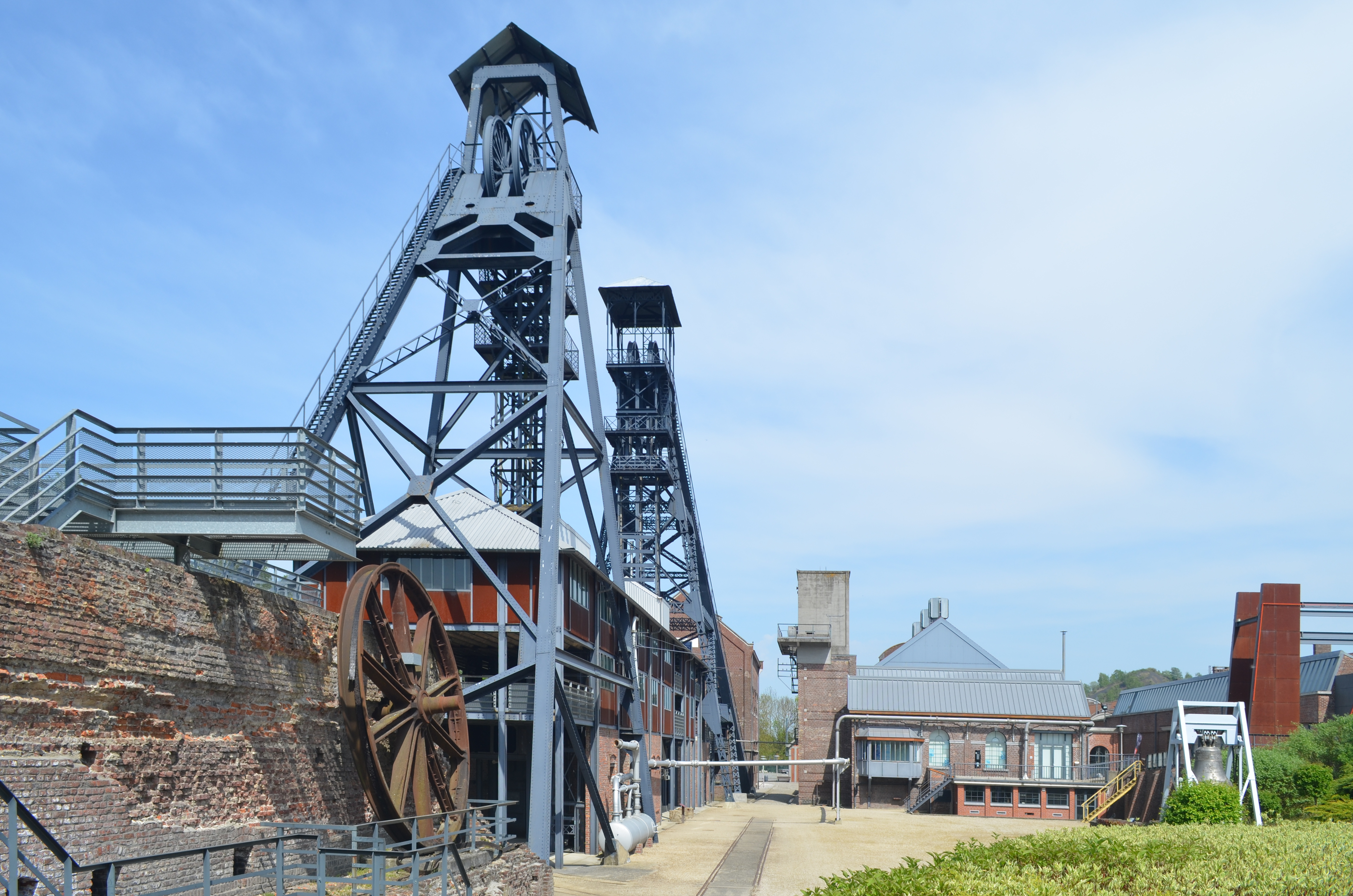
Vista dei due castelli di estrazione al Bois du Cazier.

L'8 agosto 1956 si verificò un grave disastro minerario al Bois du Cazier. Si trattò d'un incendio, causato dalla combustione d'olio ad alta pressione innescato da una scintilla elettrica. Nonostante un tentativo di salvataggio dalla superficie, solo 13 dei minatori che erano nei sotterranei al momento dell'incidente riuscirono a sopravvivere. Il bilancio di 262 morti rese l'incidente minerario il peggiore nella storia belga. Essendovi allora in vigore l'accordo per i lavoratori stranieri, 96 morti nell'incidente erano cittadini belgi; le vittime erano di 12 nazionalità e gli italiani erano 136. I resti degli ultimi minatori, intrappolati sul fondo della miniera, furono rinvenuti solo il 23 agosto 1956. Gli escavatori riferirono che erano "tutti cadaveri" all'interno della miniera. Il disastro è considerato un momento importante nella storia belga e italiana del dopoguerra ed è stato oggetto di un film nel 2003, Marcinelle, che ha vinto un premio al Festival International de Programs Audiovisuels.

## Musei
Dal marzo 2002 il Bois du Cazier è aperto al pubblico come complesso museale. La maggior parte del sito originale della miniera è conservata ad eccezione del relitto Foraky, risalente agli anni '60, che è stato demolito nel 2004. Gli edifici della miniera ospitano un piccolo Museo Industriale (Musée d'Industrie), che espone manufatti relativi alla storia industriale del Belgio. Anche il Museo del Vetro di Charleroi (Musée du Verre de Charleroi) ha riaperto nello stesso sito nel 2007, esponendo la sua collezione di vetri storici. Vi sono diverse installazioni di memoriali al disastro del 1956. I cumuli di scorie intorno alla miniera sono stati preservati e possono essere visitati dal pubblico.
Il museo è uno dei quattro siti iscritti come patrimonio mondiale dell'UNESCO nell'elenco dei principali siti minerari della Vallonia. Si trova inoltre sulla European Route of Industrial Heritage. Nel 2006, il Bois du Cazier ha ricevuto 46.000 visitatori.

## Personalità legate alla miniera
- Tiberio Murgia, attore italiano che ha lavorato nella miniera a metà degli anni '50
- Salvatore Adamo, cantante belga il cui padre è emigrato dall'Italia per lavorare a Marcinelle
- Elio Di Rupo, presidente del Consiglio belga e figlio di un minatore italiano[non chiaro]